# كوساتسو (شيغا)
مدينة كوساتسو (بالإنجليزية: Kusatsu)‏ هي أحد المدن التابعة لمحافظة شيغا. تأسست رسميًا في 15/10/1954. ويقدر عدد سكانها بـ 123512 نسمة حسب تقدير مكتب الإحصاء الياباني لعام 2012. تبلغ مساحة كوساتسو 67.92 كم2. بكثافة سكانية تبلغ 1818 نسمة/كم2.

## توأمة
لكوساتسو (شيغا) اتفاقيات توأمة مع:
- بيتيغهايم-بيسينغن

## أعلام
- نوبوهيرو ماتسودا
- ريتشارد جيلمان
- تسويوشي كوساكا

## روابط خارجية
- الموقع الرسمي لمدينة كوساتسو
- مكتب الإحصاءات البريطاني